# Menuet de Baccarat
 (septembre 2024).
La mise en forme du texte ne suit pas les recommandations de Wikipédia : il faut le « wikifier ».
Les points d'amélioration suivants sont les cas les plus fréquents :
- Les titres sont pré-formatés par le logiciel. Ils ne sont ni en capitales, ni en gras.
- Le texte ne doit pas être écrit en capitales (les noms de famille non plus), ni en gras, ni en italique, ni en « petit »…
- Le gras n'est utilisé que pour surligner le titre de l'article dans l'introduction, une seule fois.
- L'italique est rarement utilisé : mots en langue étrangère, titres d'œuvres, noms de bateaux, etc.
- Les citations ne sont pas en italique mais en corps de texte normal. Elles sont entourées par des guillemets français : « et ».
- Les listes à puces sont à éviter, des paragraphes rédigés étant largement préférés. Les tableaux sont à réserver à la présentation de données structurées (résultats, etc.).
- Les appels de note de bas de page (petits chiffres en exposant, introduits par l'outil «  Source ») sont à placer entre la fin de phrase et le point final[comme ça].
- Les liens internes (vers d'autres articles de Wikipédia) sont à choisir avec parcimonie. Créez des liens vers des articles approfondissant le sujet. Les termes génériques sans rapport avec le sujet sont à éviter, ainsi que les répétitions de liens vers un même terme.
- Les liens externes sont à placer uniquement dans une section « Liens externes », à la fin de l'article. Ces liens sont à choisir avec parcimonie suivant les règles définies. Si un lien sert de source à l'article, son insertion dans le texte est à faire par les notes de bas de page.
- La présentation des références doit suivre les conventions bibliographiques. Il est recommandé d'utiliser les modèles {{Ouvrage}}, {{Chapitre}}, {{Article}}, {{Lien web}} et/ou {{Bibliographie}}. Le mode d'édition visuel peut mettre en forme automatiquement les références.
- Insérer une infobox (cadre d'informations à droite) n'est pas obligatoire pour parachever la mise en page.

Pour une aide détaillée, merci de consulter Aide:Wikification.
Si vous pensez que ces points ont été résolus, vous pouvez retirer ce bandeau et améliorer la mise en forme d'un autre article.
Le menuet de Baccarat est une manœuvre militaire et un fait d'arme de la Seconde Guerre mondiale exécuté par le général Leclerc. Il était aux commandes de la 2e division blindée, qui fut créée dans le cadre de la Conférence de Casablanca en janvier 1943 qui prévoyait l'instauration de trois divisions blindées. L'objectif était de libérer l'Alsace alors sous occupation allemande, en passant par la ville de Baccarat, un axe de communication stratégique vers Strasbourg.

## La marche vers Baccarat
Avant d’arriver à la ville de Baccarat, la 2e division blindée doit franchir la Moselle tout en assurant la protection du flanc sud de la 3e armée américaine. À la suite de la prise d’Épinal par la 45e division d’infanterie américaine le 24 septembre, la 2e division blindée française elle, passe en défensive : 
Celle-ci resta sur ses positions pendant plusieurs jours car le front occidental s’était stabilisé. Au mois d'octobre 1944, les troupes alliées avaient atteint une ligne passant à la fois par l’estuaire du Rhin, les frontières de la Hollande, de la Belgique, du Luxembourg, et la Moselle, pour atteindre la frontière suisse dans la région de Belfort.
Le 20 octobre 1944, le maréchal Eisenhower décide d’atteindre le Rhin en lançant à l’offensive ses trois groupes armés : (21e  aux ordres du maréchal Montgomery, 12e aux ordres du général Bradley et 6e aux ordres du général Devers).
Les Allemands sont commandés par le général Von Manteuffel et profitent de l'arrêt temporaire des troupes alliées pour renforcer les deux lignes présentes dans les Vosges : la Vor Vogesen Stellung et la Vogesen Stellung. La ville de Baccarat ne fait pas partie de ces deux positions, mais elle est un nœud routier important qui barre l'accès aux Vosges et à la route de Strasbourg. Baccarat est alors tenue par des canons 88 mm allemands postés face à l'ouest et également aux sorties ouest de la ville.
Après un stationnement défensif d'un mois, le Maréchal Philippe Leclerc de Hauteclocque proposa à Wade H. Haislip de monter une opération visant à éliminer le saillant de Baccarat.

## La manœuvre du menuet de Baccarat
La manœuvre en général peut se caractériser en trois points :
- Une préparation importante, qui mélange le renseignement topographie (reconnaissance du terrain), le renseignement sur l'ennemi (observation des positions, des troupes et des matériels du camp adverse, interrogatoire des soldats ennemis capturés), la préparation de zones de tir définies pour les unités d'artilleries (zone cible, durée du feu, priorisation des cibles, portée pratique des pièces d'artilleries, effet recherché par l'attaque), préparation du terrain pour la manœuvre mécanisée (les unités du génie de la 2e division blindée aménagent 3 000 m3 de terrain boisé et des chemins dans la forêt de Mondon pour accumuler des forces et masquer les intentions de la division française aux forces allemandes, tout en profitant d'une position plus rapprochée pour réduire le temps de trajet avant le contact avec les unités allemandes[1])[2].

- La vitesse d'exécution du plan, qui permet de créer un effet de surprise afin de dépasser la capacité des forces allemandes locales à réagir face à l'attaque et à limiter rapidement leur capacité (en temps et en moyens) à amener des renforts pour bloquer, voir repousser l'assaillant[1],[2]. Il faut aussi prendre en compte que les forces allemandes dans le secteur de Baccarat n'était pas assez nombreuses et ne pouvaient donc pas constituer de réserve pour prévenir une attaque et repousser les unités de la 2e division blindée[1],[2].

- Un état d'esprit pour la prise d'initiative sur le terrain et des objectifs précis, qui se caractérise par une grande liberté de commandement et d'action des chefs d'unités afin de garder un rythme de progression plus souple et de s'adapter à la situation en constante évolution du champ de bataille. Aussi, les commandants reçoivent des objectifs précis qui sont assignés à leur zone d'action propre afin d'éviter de croiser et mélanger les mouvements des troupes avec les autres unités (ce qui peut provoquer des ralentissements sur les voies de déplacements et limiter la capacité de manœuvre du fait de la quantité d'hommes et de matériels accumulés sur le terrain)[1],[2].

Un exemple de cet état d'esprit d'initiative dans la manœuvre du Menuet de Baccarat est la prise involontaire d'Hablainville qui est due à une erreur d'orientation des équipages de chars qui ont pris le clocher d'Hablainville pour celui de Pettonville. Le capitaine Brannet de la 3e compagnie de la 1re RCC, au lieu de corriger son erreur, et constatant la résistance moins importante que prévu opposée par les Allemands, décide de continuer sur son élan pour profiter de l'opportunité et s'emparer de la ville. Après la prise de la ville, le capitaine, en coordination avec les autres chefs d'unités, établit la situation d'Hablainville comme une zone arrière afin de pouvoir rassembler les unités en état de combattre, leur donner de nouvelles instructions afin de continuer la recherche de l'objectif initial, et y laisser les blessés afin qu'ils puissent recevoir les premiers soins et attendre la fin des opérations avant d'être évacués,.

## La postérité
De nos jours, la ville de Baccarat continue de rendre hommage aux soldats et civils blessés lors de la libération de la ville.
Des fondations ont vu le jour pour entretenir la mémoire de cet événement et des personnes encore vivantes y ayant participé,.
Le menuet de Baccarat est une stratégie toujours enseignée dans les écoles militaires.
Il est mentionné dans le jeu de stratégie World of Tanks.